# Herbert Haslinger
Herbert Haslinger (* 3. Februar 1961 in Renholding/Niederbayern) ist ein deutscher katholischer Theologe. Er ist seit 2002 Professor für Pastoraltheologie, Homiletik, Religionspädagogik und Katechetik an der Theologischen Fakultät Paderborn.

## Leben
Herbert Haslinger legte 1981 am Humanistischen Gymnasium Leopoldinum in Passau das Abitur ab. Anschließend studierte er Katholische Theologie an den Universitäten Passau (1981–1983/1986–1988) und Innsbruck (1983–1984). Dieses Studium schloss er 1988 an der Universität Passau mit dem Diplom ab. Von November 1984 bis Juli 1986 leistete Haslinger Zivildienst in der Werkstatt für Behinderte des Caritasverbandes für die Diözese Passau. Nach einer Tätigkeit als Seelsorger im Bischöflichen Studienseminar St. Altmann in Burghausen/Oberbayern (1988/89) arbeitete er von 1989 bis 1994 als Wissenschaftlicher Mitarbeiter am Lehrstuhl für Pastoraltheologie des Fachbereichs Katholische Theologie an der Johannes Gutenberg-Universität Mainz und absolvierte in dieser Zeit am selben Fachbereich ein Promotionsstudium. Dem folgte von 1994 bis 2002 die Tätigkeit als Referent für Diakonie und Ehrenamt am Institut für Fort- und Weiterbildung der Kirchlichen Dienste in der Diözese Rottenburg-Stuttgart. Im Jahr 1995 wurde Haslinger an der Universität Mainz in Katholischer Theologie promoviert mit einer Dissertation zum Thema „Diakonie zwischen Mensch, Kirche und Gesellschaft. Eine praktisch-theologische Untersuchung der diakonischen Praxis unter dem Kriterium des Subjektseins des Menschen“. 1997 erfolgte wiederum am Fachbereich Katholische Theologie der Mainzer Johannes Gutenberg-Universität die Habilitation für das Fach Pastoraltheologie.
Seit April 2002 ist Haslinger Professor an der Theologischen Fakultät Paderborn. Dort hatte er von 2002 bis 2008 auch die Leitung des Diplom-Aufbaustudienganges Caritaswissenschaft inne. Seine Arbeitsschwerpunkte sind: Grundfragen bzw. Wissenschaftstheorie der Pastoraltheologie, Diakonie, Gemeinde, Sakramentenpastoral, Bildung, Zweites Vatikanisches Konzil, „Leute-Theologie/-pastoral“.

## Auszeichnungen
- 1981: Dr. Otto Thaler-Preis des Gymnasiums Leopoldinum in Passau für die Leistungen in den Abiturfächern Latein und Griechisch
- 1996: Preis der Landesbank Rheinland-Pfalz für die beste Dissertation des Jahres 1995

## Schriften

### Als Verfasser
- Sich selbst entdecken – Gott erfahren. Für eine mystagogische Praxis kirchlicher Jugendarbeit. Matthias Grünewald, Mainz 1991.
- Diakonie zwischen Mensch, Kirche und Gesellschaft. Eine praktisch-theologische Untersuchung der diakonischen Praxis unter dem Kriterium des Subjektseins des Menschen (= Studien zur Theologie und Praxis der Seelsorge, Band 18). Echter, Würzburg 1996.
- Lebensort für alle. Gemeinde neu verstehen. Patmos, Düsseldorf 2005.
- Diakonie. Grundlagen für die soziale Arbeit der Kirche. Schöningh, Paderborn 2009.
- Pastoraltheologie. Schöningh, Paderborn 2015.
- Gemeinde – Kirche am Ort. Impulse des Zweiten Vatikanischen Konzils. Bonifatius, Paderborn 2015.
- Karl Rahner als Pastoraltheologe. In: Zeitschrift für katholische Theologie, Jg. 140 (2018) S. 211–230.
- Der Alltag als Ort der Gotteserfahrung. In: Stefan Kopp (Hg.): Gott begegnen an heiligen Orten (= Theologie im Dialog, Band 23). Herder, Freiburg 2018, S. 197–234.
- Das II. Vatikanum und die Pastoraltheologie. In: Theologisch-praktische Quartalschrift, Jg. 167 (2019), S. 56–69.
- Macht in der Kirche. Wo wir sie finden – Wer sie ausübt – Wie wir sie überwinden. Herder, Freiburg im Breisgau, 2022.

### Als Herausgeber
- mit Stefan Knobloch: Mystagogische Seelsorge. Eine lebensgeschichtlich orientierte Pastoral. Matthias Grünewald, Mainz 1991.
- mit Christiane Bundschuh-Schramm, Ottmar Fuchs, Leo Karrer, Stephanie Klein, Stefan Knobloch und Gundelinde Stoltenberg: Handbuch Praktische Theologie. Matthias Grünewald, Mainz
  - Band 1: Grundlegungen. 1999.
  - Band 2: Durchführungen. 2000.
- mit Simone Honecker: „Na, logo!“ Glaubenswissen in der Jugendpastoral. Butzon & Bercker, Kevelaer / Haus Altenberg, Düsseldorf 2001.